# Villard-sur-Doron
Villard-sur-Doron is een gemeente in het Franse departement Savoie in de regio Auvergne-Rhône-Alpes en telt 683 inwoners (2004). De plaats maakt deel uit van het arrondissement Albertville.

## Geschiedenis
Villard-sur-Doron maakte deel uit van het kanton Beaufort tot dit op 22 maart 2025 werd opgeheven en de gemeenten werden opgenomen in het kanton Ugine.

## Geografie
De oppervlakte van Villard-sur-Doron bedraagt 22,2 km², de bevolkingsdichtheid is 30,8 inwoners per km².
De onderstaande kaart toont de ligging van Villard-sur-Doron met de belangrijkste infrastructuur en aangrenzende gemeenten.

## Demografie
Onderstaande figuur toont het verloop van het inwonertal.
Beaufort · Césarches · Cohennoz · Crest-Voland · Flumet · La Giettaz · Hauteluce · Marthod · Notre-Dame-de-Bellecombe · Pallud · Queige · Saint-Nicolas-la-Chapelle · Thénésol · Ugine · Venthon · Villard-sur-Doron